# Ким Даг Ём
Ким Даг Ём (кор. 김다겸, англ. Kim Da-gyeom, род. 8 декабря 1997 года в Тэджоне провинция Чхунчхон-Намдо) — корейский шорт-трекист. Окончил факультет государственного управления в Университете Ёнсе в Сеуле, обучается на факультете спорта и прикладной промышленности.

## Биография
Ким Даг Ём начал кататься на коньках в парке Намсум Лепортс, когда учился в начальной школе Хвасу в Тэджоне. Один из учителей начальной школы посоветовал ему заняться шорт-треком. Он получил прозвище Пак Бо Гум из-за его сходства с корейским актером Пак Бо Гумом.
Ким дебютировал на юниорском чемпионате мира в Осаке и выиграл 4 золотые медали, в том числе в многоборье. В 2019 году на отборочном чемпионате Кореи в национальную сборную он дважды занял 3-е место в общем зачёте и квалифицировался на этапы Кубка мира сезона 2019/20, где уже в ноябре на 1-м этапе в Солт-Лейк-Сити занял 3-е место в смешанной эстафете и 2-е в мужской эстафете. 
В Монреале вновь поднялся на 3-е место в смешанной эстафете, следом в Нагое занял 2-е место в мужской эстафете, а в декабре в Шанхае занял с командой 3-е место в эстафете. В начале январе 2020 года на чемпионате четырех континентов Ким выиграл бронзовую медаль в беге на 500 м и золотую в эстафете. После чего в феврале, в Дрездене выиграл бронзу в беге на 1500 м и золото в эстафете, а в Дордрехте завоевал золотую медаль в беге на 1000 м.
После года перерыва из-за пандемии коронавируса в апреле 2021 года Ким участвовал в 35-м Национальном чемпионате, где выиграл в беге на 500 м, через месяц на национальном отборе в первом раунде в беге на 1500 м и 500 м выбыл в четвертьфинале, а в беге на 1000 м не смог пройти во второй раунд, заняв 41-е место в общем зачете. В ноябре на 37-м Национальном соревновании он выиграл золотые медали на дистанциях 500 м и 1500 м с результатом 2:34,228 сек.
В начале 2022 года Ким участвовал в спортивно-развлекательном шоу «Братан 2».